# Slava Petersburg
Slava Petersburg är en äppelsort av ryskt ursprung. Äpplet som är medelstort har ett fett skal av en rödaktig och ljusgrönaktig färg. Köttet är saftigt, fast och syrligt. Slava Petersburg mognar i december och håller sig därefter vid god förvaring till mars. Äpplet passar bra i köket. I Sverige odlas Slava Petersburg gynnsammast i zon 1-6.